# Comuna Jerebkî, Ciudniv
Jerebkî (în ucraineană Жеребківська сільська рада) este o comună în raionul Ciudniv, regiunea Jîtomîr, Ucraina, formată din satele Jerebkî (reședința), Pevna, Polova Slobidka și Stepok.

## Demografie
Componența lingvistică a comunei Jerebkî
     Ucraineană (98,85%)
     Rusă (1,15%)
Conform recensământului din 2001, majoritatea populației comunei Jerebkî era vorbitoare de ucraineană (98,85%), existând în minoritate și vorbitori de rusă (1,15%).